# ديمي إيفانز
ديمي إيفانز (بالإنجليزية: Demi Evans)‏ هي عازفة الجاز ومغنية مؤلفة أمريكية، ولدت في 1965 في دالاس في الولايات المتحدة.

## وصلات خارجية
- ديمي إيفانز على موقع ميوزك برينز (الإنجليزية)
- ديمي إيفانز على موقع أول ميوزيك (الإنجليزية)
- ديمي إيفانز على موقع ديسكوغز (الإنجليزية)